# Le Brasier ardent
Pour les articles homonymes, voir Brasier.
Pour plus de détails, voir Fiche technique et Distribution.

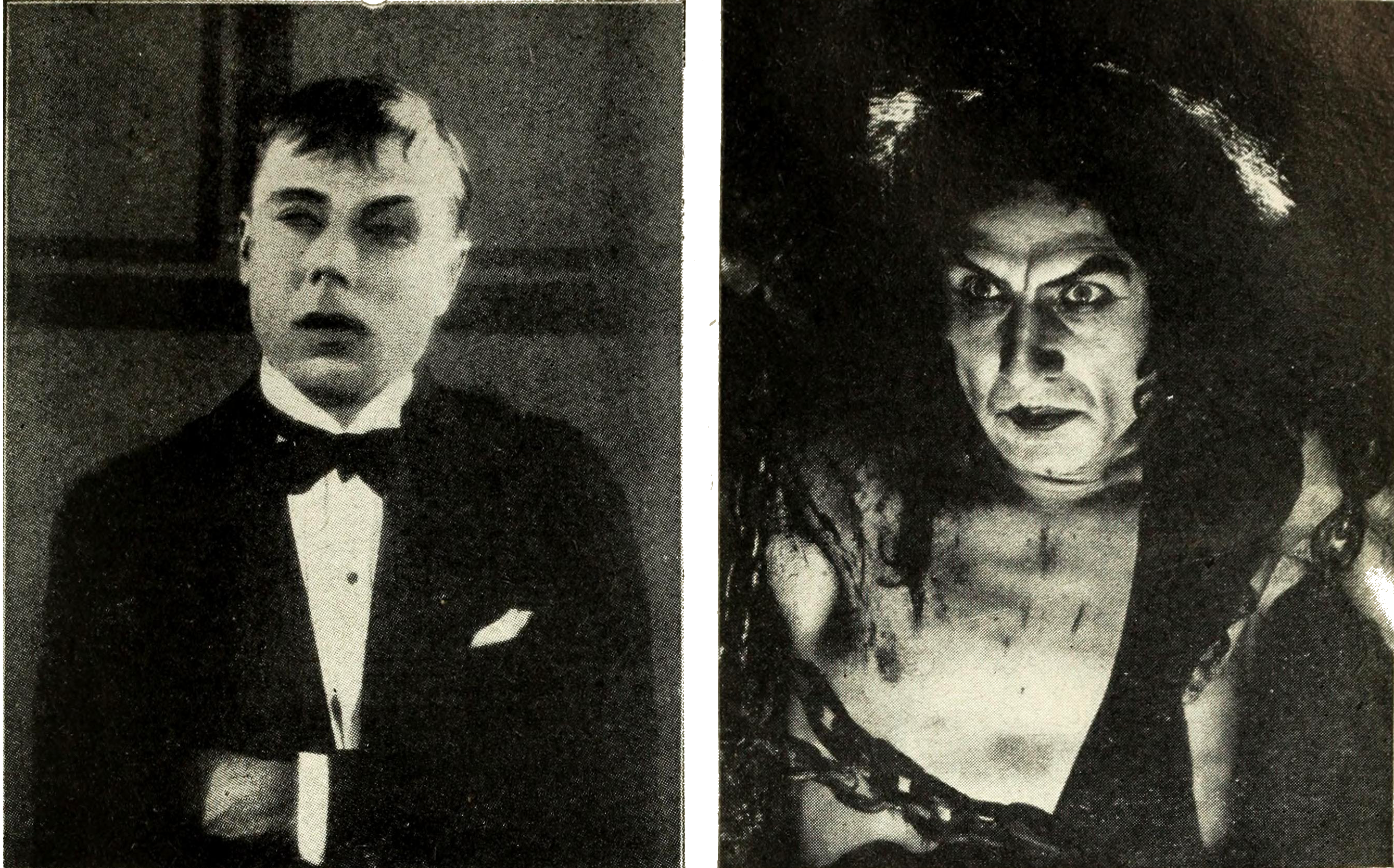
Deux aspects d'Ivan Mosjoukine dans le film.

Le Brasier ardent est un film français réalisé par Ivan Mosjoukine et Alexandre Volkoff en 1923.

## Synopsis
En rêve, une jeune femme est pourchassée par un inconnu, qui tout d'abord tente de l'attirer dans un brasier ardent dans lequel il est enchaîné, puis qui change sans cesse de personnalité avant de se transpercer d'un poignard. Le lendemain, son mari engage un détective pour qu'il lui "restitue l'âme de sa femme" qu'il pense avoir perdue.

## Fiche technique
- Réalisation :  Ivan Mosjoukine et Alexandre Volkoff
- Directeur artistique : Pierre Schild
- Décors : Alexandre Lochakoff et Edouard Gosch
- Photographie : Joseph-Louis Mundwiller et Nicolas Toporkoff
- Société de production : Albatros
- Lieu de tournage : Studios de Montreuil
- Format : Noir et blanc - Muet - 1,33:1 - 35 mm
- Genre : Drame
- Durée : 105 minutes
- Date de sortie : 
  - France : 2 novembre 1923

## Distribution
- Ivan Mosjoukine : Zed - le détective
- Nathalie Lissenko : Elle
- Nicolas Koline : le mari
- Camille Bardou : le président du Club
- Madame Lacroix : la grand-mère (comme Madame A. de la Croix)